# Royal Charter (fartyg)
Royal Charter var ett ångdrivet klipperskepp. Fartyget sjösattes 1855, och förliste den 25 oktober 1859 i en storm utanför Angleseys nordöstkust, varvid 450 personer omkom.